# Reprezentacja Galicji w piłce nożnej mężczyzn (Europa Środkowa)
Reprezentacja Galicji w piłce nożnej mężczyzn – zespół piłkarski reprezentujący Galicję, jeden z krajów koronnych Cesarstwa Austriackiego. 
Była zarządzana przez Związek Polski Piłki Nożnej, zrzeszony w federacji Österreichischer Fußball-Bund. Nie była członkiem FIFA, przez co nie mogła brać udziału w oficjalnych rozgrywkach międzynarodowych. Jedyny mecz rozegrała 31 sierpnia 1913, przegrywając 1:2 z reprezentacją Śląska i Moraw.

## Mecz ze Śląskiem i Morawami

### Szczegóły
| 31 sierpnia 1913 | Galicja · Dąbrowski 7' | 1:2(1:1) | Śląsk i Morawy · 35' Kitler · 85' Strack | Park Gier Klubu Sportowego Cracovia, Kraków Sędzia: Orest Dżułyński |
|                  |                        |          |                                          |                                                                     |

| Galicja          |                    |
| ---------------- | ------------------ |
| BR               | Leon Schwartz      |
| OB               | Andrzej Bujak      |
| OB               | Stefan Fryc        |
| PO               | Robert Traub II    |
| PO               | Henryk Bilor       |
| PO               | Stefan Śliwa       |
| N                | Stanisław Mielech  |
| N                | Artur Olejak       |
| N                | Józef Kałuża       |
| N                | Tadeusz Dąbrowski  |
| N                | Tadeusz Prochowski |
| Kapitan:         |                    |
| Tadeusz Synowiec |                    |

| Śląsk i Morawy |                  |
| -------------- | ---------------- |
| BR             | Pollak           |
| OB             | Rotter           |
| OB             | Heger            |
| PO             | Georgiades       |
| PO             | Emil Reichel     |
| PO             | Mükusch          |
| N              | Ladislaus Dlabac |
| N              | Maly             |
| N              | Knöll            |
| N              | Kitler           |
| N              | Kusy             |